# Свала Бьёргвинсдоуттир
Свала Бьёргвинсдоуттир (исл. Svala Björgvinsdóttir; род. 8 февраля 1977, Рейкьявик, Исландия) — исландская певица и автор песен. Она поднялась к славе начиная с 2001 года после песни «The Real Me» из своего альбома с одноименным названием. Певица приняла сценическое имя «Кали» после выступления с группой «Steed Lord». Она представляла Исландию на конкурсе песни «Евровидение-2017» в Киеве, не сумев пробиться в финал.

## Биография
Свала дочь известного исландского певца Бьоргвина Холлдорссона. Она начала петь в очень молодом возрасте, будучи бэк-вокалисткой отца одного из его альбомов, когда ей было семь лет. У певицы также был первый хит номер один в Исландии, когда ей было девять лет, когда она спела рождественский дуэт с отцом под названием «Fyrir Jól». Её второй хит номер один вышел, когда ей было 11 лет, другой рождественский хит называется «Ég hlakka svo til». Она также известна больше под рождественскими песнями, которые стали хитами в Исландии.
Свала изучала балет в течение 7 лет с исландским Национальным театром балетов. Во время учебы балета она также пишет музыку с её школьной группой.
На прошедшем 11 марта 2017 года исландском национальном отборе заняла первое место и было объявлено, что Свала собирается представлять Исландию на Евровидении 2017 с песней «Paper», которую она написала с Эйнаром Эгилсоном, Лестером Мендесом и Лили Элиз. Она выступала в первом полуфинале конкурса, который состоялся 9 мая, но не смогла выйти в финал.